# Eremoleon insipidus
Eremoleon insipidus is een insect uit de familie van de mierenleeuwen (Myrmeleontidae), die tot de orde netvleugeligen (Neuroptera) behoort. 
Eremoleon insipidus is voor het eerst wetenschappelijk beschreven door Adams in 1957.